# Aske i munden
Aske i munden er en kortfilm fra 2012 instrueret af Pinoe Andersen efter eget manuskript.

## Handling
Produceret på Århus Filmværksted. Baseret på Tomas Espedals bog: Mod kunsten.